# Goed zien
Goed zien is een lied van de Nederlandse rapper Lil' Kleine in samenwerking met de Nederlandse rapper Josylvio. Het stond in 2021 als zevende track op het album Kleine van Lil' Kleine.

## Achtergrond
Goed zien is geschreven door Joost Theo Sylvio Yussef Abdelgalil Dowib, Jorik Scholten, Julien Willemsen en Florian Mekking en geproduceerd door Jack $hirak. Het is een nummer dat past in de genres nederhop en trap. In het lied rappen en zingen de artiesten over hoe zij doorgaan met hun successen najagen, ondanks dat ze door hun haters worden tegengewerkt. Het was niet de eerste keer dat de twee rappers met elkaar samenwerkten. Eerder deden ze dit op Zware pas. Ze herhaalden de samenwerking op Oeh oeh baby.

## Hitnoteringen
Ondanks dat het lied niet als single was uitgebracht, hadden de artiesten toch bescheiden succes met het lied in Nederland. Het stond op de 61e plaats van de Single Top 100 in de enige week dat het in deze hitlijst te vinden was. De Top 40 en haar Tipparade werden niet bereikt.